# Gleichen (Göttingen)
Gleichen  is een gemeente in de Duitse deelstaat Nedersaksen. De gemeente ligt in het Landkreis Göttingen. De gemeente telde 8.693 inwoners op 31 december 2023.

## Indeling
De gemeente werd gevormd bij de gemeentelijke herindeling in Nedersaksen in 1973. De naam verwijst naar de bergen Die Gleichen die in de gemeente liggen. Gleichen omvat 16 dorpen, het gemeentebestuur zetelt in het dorp Reinhausen.
De gemeente ligt ten zuiden en zuidoosten van Göttingen en ten oosten van de rivier de Leine.
Veel van de dorpen in de gemeente bezitten een oud dorpskerkje en liggen in voor wandelaars en fietsers aantrekkelijk heuvelland.
De kasteelruïne Gleichen ligt boven op een 429 m hoge heuvel.

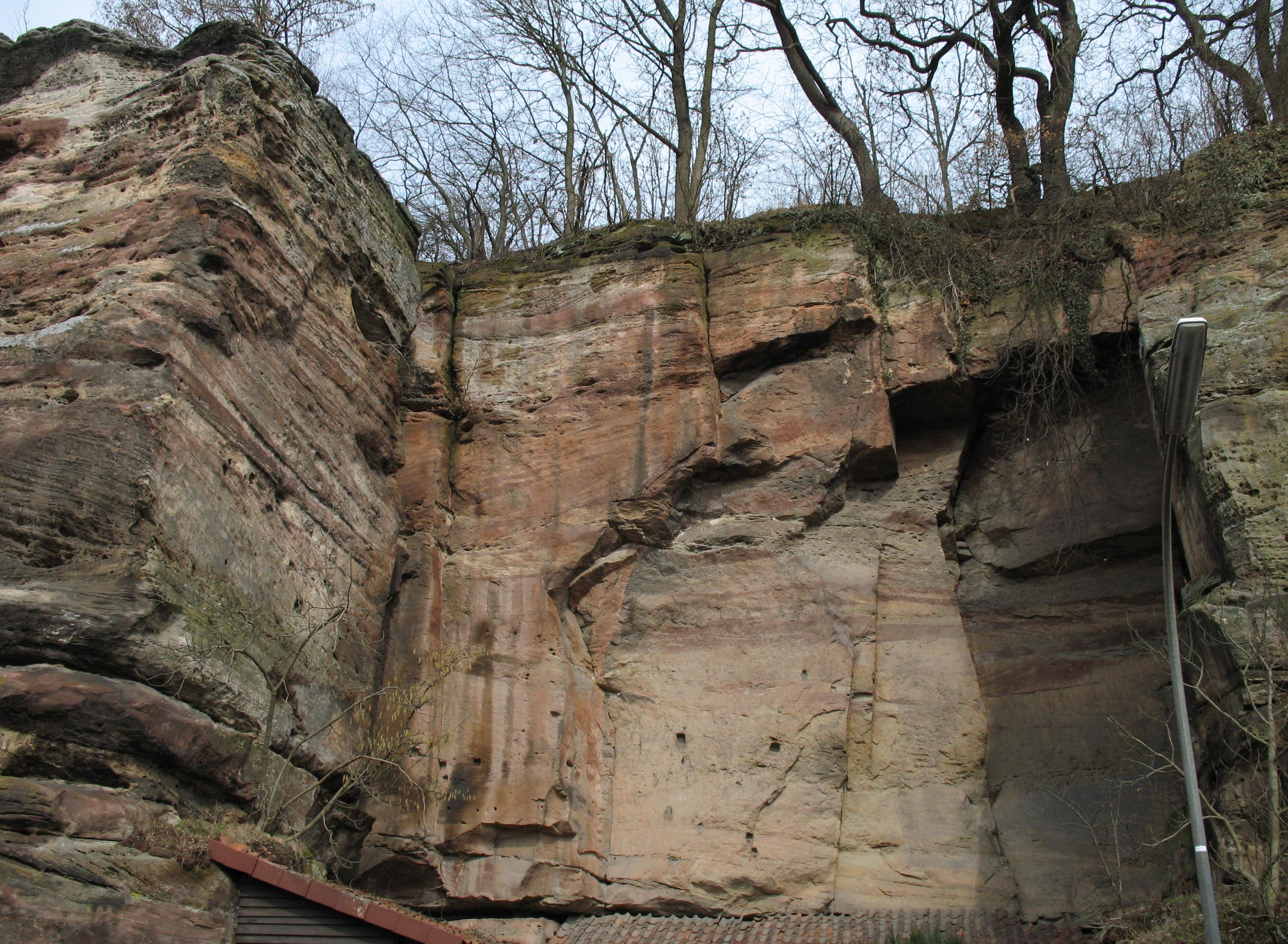
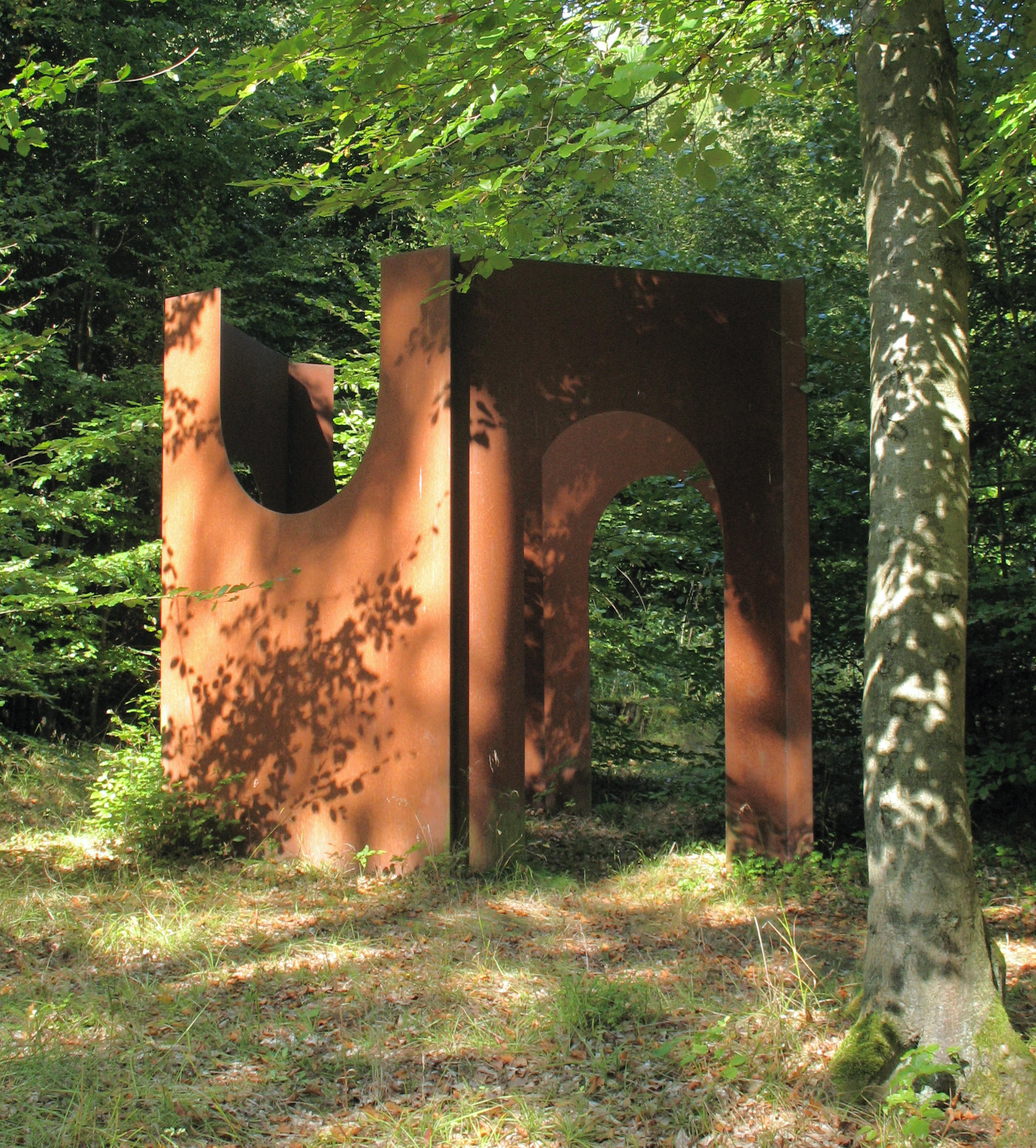
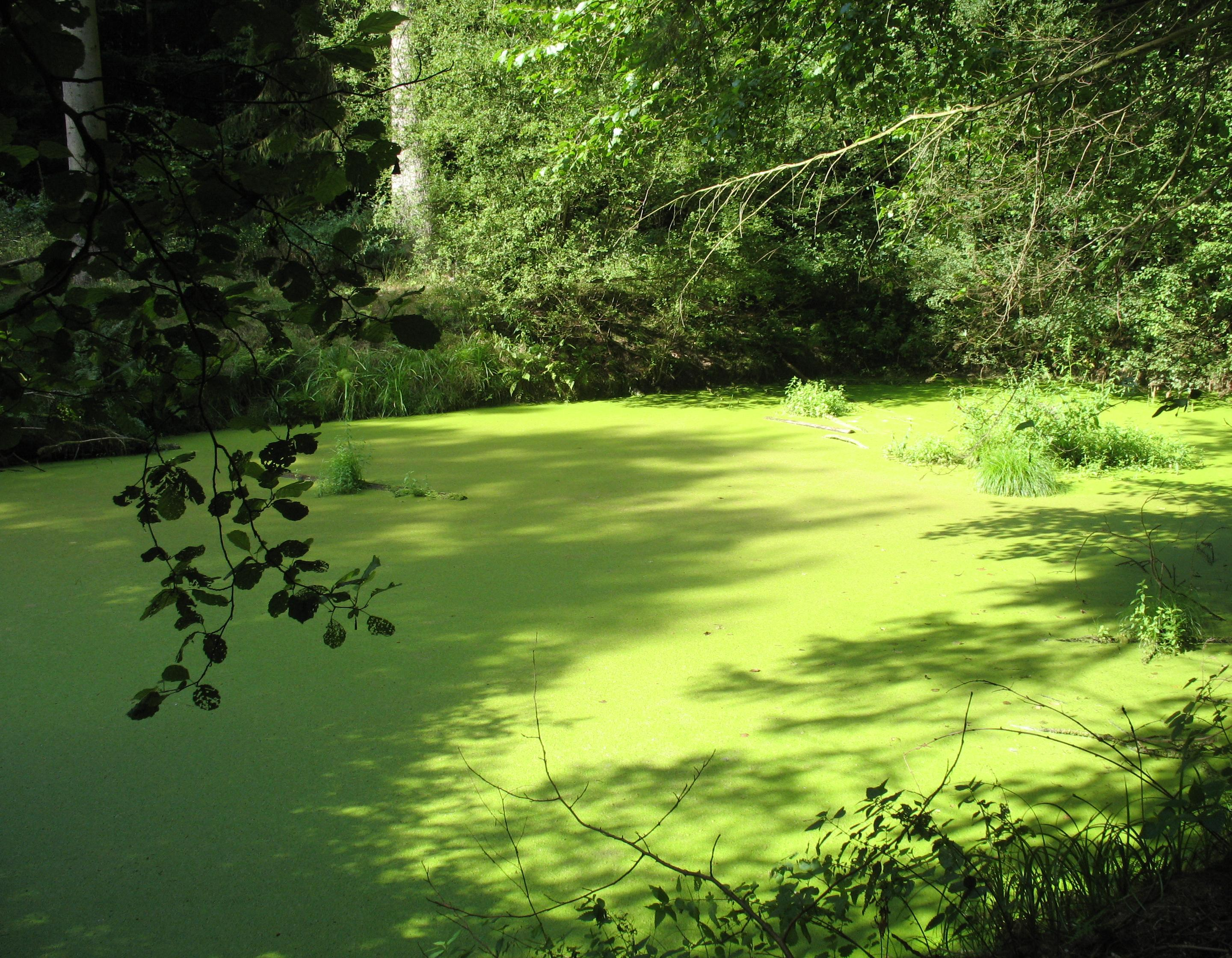
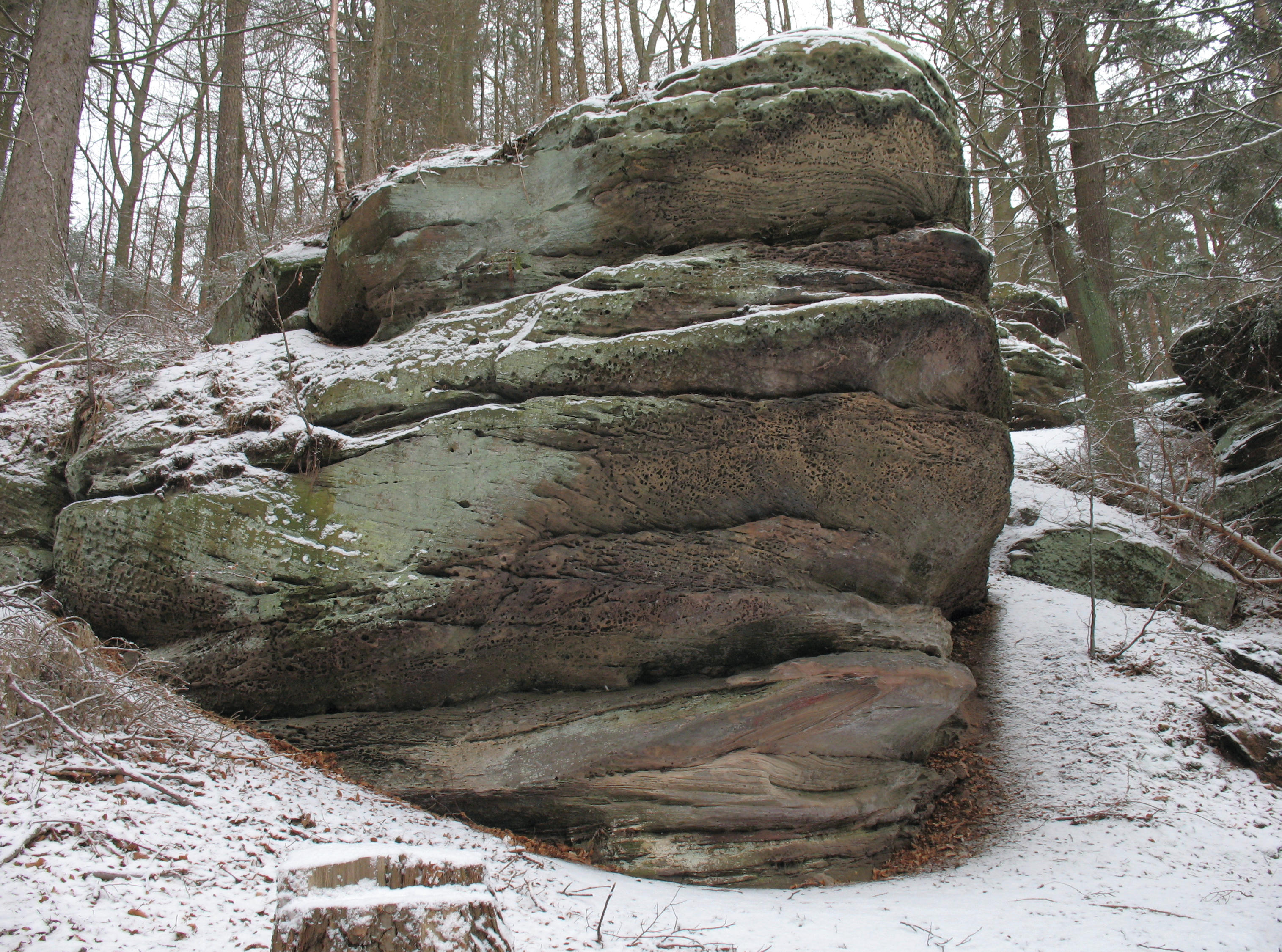
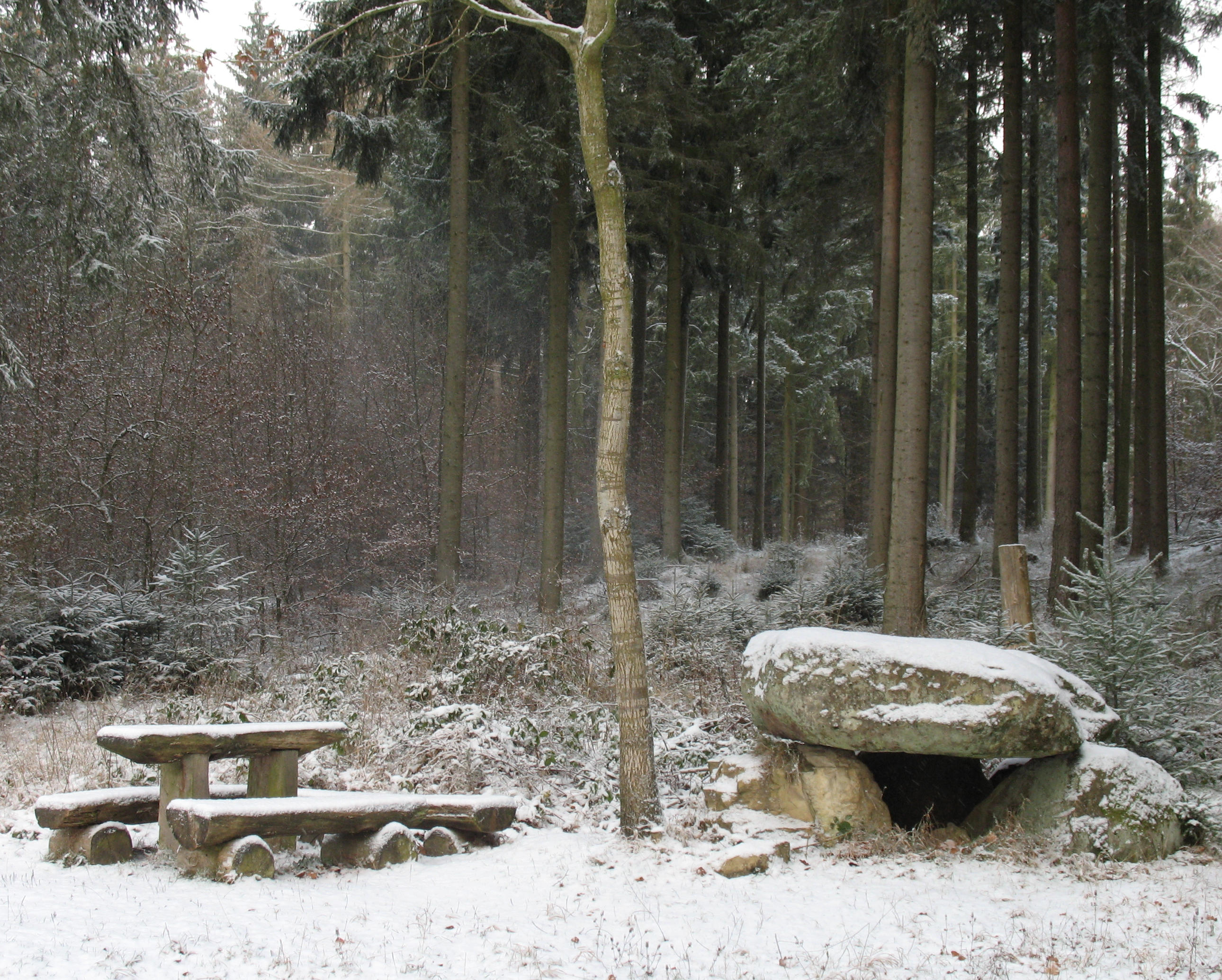

- Beienrode
- Benniehausen
- Bischhausen
- Bremke
- Diemarden
- Etzenborn
- Gelliehausen
- Groß Lengden
- Ischenrode
- Kerstlingerode
- Klein Lengden
- Reinhausen
- Rittmarshausen
- Sattenhausen
- Weißenborn
- Wöllmarshausen

- Gemeinsame Normdatei: 4021219-1
- Library of Congress Control Number: n85125136
- MusicBrainz: 74164baa-d682-4165-a998-f2b37419a151
- Nationale Bibliotheek van Tsjechië: ge1172656
- Nationale Bibliotheek van Israël: 987007562352505171
- Virtual International Authority File: 236341715

Adelebsen · 
Bad Grund · 
Bad Lauterberg im Harz · 
Bad Sachsa · 
Bilshausen · 
Bodensee · 
Bovenden · 
Bühren · 
Dransfeld · 
Duderstadt · 
Ebergötzen · 
Elbingerode · 
Friedland · 
Gieboldehausen · 
Gleichen · 
Göttingen · 
Hann. Münden · 
Harz (gemeentevrij gebied, Landkreis Göttingen) ·
Hattorf am Harz · 
Herzberg am Harz · 
Hörden am Harz · 
Jühnde · 
Krebeck · 
Landolfshausen · 
Niemetal · 
Obernfeld · 
Osterode am Harz · 
Rhumspringe · 
Rollshausen · 
Rosdorf · 
Rüdershausen · 
Scheden · 
Seeburg · 
Seulingen · 
Staufenberg · 
Waake · 
Walkenried · 
Wollbrandshausen · 
Wollershausen · 
Wulften am Harz